# Classic Brugge-De Panne (kobiety)
Classic Brugge-De Panne, do 2020 znany jako Driedaagse Brugge-De Panne – kobiecy jednodniowy wyścig kolarski rozgrywany corocznie od 2018 w belgijskiej Flandrii Zachodniej. Od początku istnienia należy do cyklu UCI Women’s World Tour.
Oprócz wyścigu kobiecego rozgrywany jest również wyścig męski, od 2019 należący do cyklu UCI World Tour.

## Zwycięzcy
Opracowano na podstawie:
| Rok  | Pierwsze        | Drugie         | Trzecie           |
| ---- | --------------- | -------------- | ----------------- |
| 2018 | Jolien D’Hoore  | Chloe Hosking  | Christine Majerus |
| 2019 | Kirsten Wild    | Lorena Wiebes  | Lotte Kopecky     |
| 2020 | Lorena Wiebes   | Lisa Brennauer | Lotte Kopecky     |
| 2021 | Grace Brown     | Emma Norsgaard | Jolien D’Hoore    |
| 2022 | Elisa Balsamo   | Lorena Wiebes  | Marta Bastianelli |
| 2023 | Pfeiffer Georgi | Elisa Balsamo  | Lorena Wiebes     |
| 2024 | Elisa Balsamo   | Charlotte Kool | Daria Pikulik     |
| 2025 |                 |                |                   |